# تراکم جمعیت

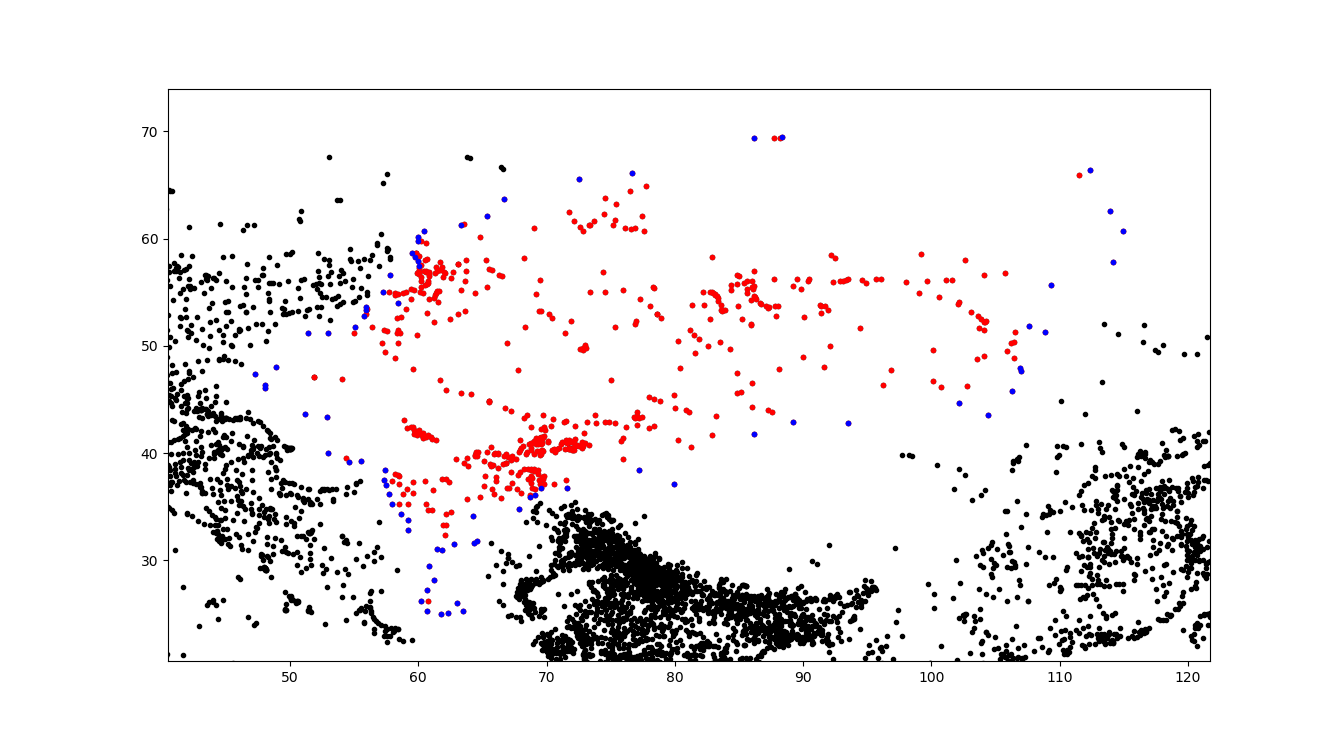
تراکم جمعیت در شمال آسیا

تراکم جمعیت، انبوهی جمعیت یا چگالی جمعیت (به انگلیسی: Population density) راهی است برای سنجش جمعیت در واحد مساحت یا واحد حجم که تاکنون بارها در مورد موجودات زنده به ویژه آدمی به کار بسته شده است. واحد تراکم جمعیت، نفر بر کیلومتر مربع است.

## پرتراکم‌ترین مناطق بر پایه مرزهای سیاسی
| رتبه | منطقه/کشور     | جمعیت       | مساحت (کیلومتر مربع) | تراکم (جمعیت در هر کیلومتر مربع) |
| ---- | -------------- | ----------- | -------------------- | -------------------------------- |
| ۱    | سنگاپور        | ۵٬۱۸۳٬۷۰۰   | ۷۱۰                  | ۷۳۰۱                             |
| ۲    | هنگ کنگ        | ۷٬۰۶۱٬۲۰۰   | ۱٬۱۰۴                | ۶۳۹۶                             |
| ۳    | نوار غزه       | ۱٬۸۱۶٬۳۷۹   | ۳۶۰                  | ۵۰۴۵                             |
| ۴    | بحرین          | ۱٬۲۳۴٬۵۹۶   | ۷۵۰                  | ۱۶۴۶                             |
| ۵    | بنگلادش        | ۱۶۴٬۴۰۰٬۰۰۰ | ۱۴۷٬۵۷۰              | ۱۱۱۴                             |
| ۶    | فلسطین         | ۴٬۴۲۰٬۵۴۹   | ۶٬۲۲۰                | ۷۱۱                              |
| ۷    | تایوان (R.O.C) | ۲۳٬۳۶۱٬۱۴۷  | ۳۶٬۱۹۰               | ۶۴۶                              |
| ۸    | موریس          | ۱٬۲۸۸٬۰۰۰   | ۲٬۰۴۰                | ۶۳۱                              |
| ۹    | کره جنوبی      | ۵۰٬۲۱۹٬۶۶۹  | ۹۹٬۵۳۸               | ۵۰۵                              |
| ۱۰   | لبنان          | ۴٬۹۶۶٬۰۰۰   | ۱۰٬۴۵۲               | ۴۷۵                              |
| ۱۱   | رواندا         | ۱۰٬۷۱۸٬۳۷۹  | ۲۶٬۳۳۸               | ۴۰۷                              |

## در ایران
در کشور ایران تراکم حسابی جمعیت در سرشماری‌های متعدد رو به افزایش است و علت آن است که مساحت کشور ثابت است ولی جمعیت رو به فزونی است. میزان تراکم زیستی یا فیزیولوژیک جمعیت نیز همواره بالاتر از تراکم حسابی جمعیت خواهد بود، زیرا مساحت اراضی زیر کشت کشور که مخرج کسر است، همواره کمتر از مساحت کل منطقه است.
تراکم ناخالص مسکونی در شهرهای ایران از طیف وسیعی برخوردار است، به طوری که کم‌تراکم‌ترین شهرهای ایران در میان شهرهای با جمعیت بالای بیست و پنج هزار نفر، خرمشهر (با تراکم ناخالص ۸/۵ نفر در هکتار) و اقلید (۶/۶ نفر در هکتار) می‌باشند. در مقابل پرتراکمترین شهرهای ایران در میان شهرهای با جمعیت بالای بیست و پنج هزار نفر، بندر ترکمن (۵۰۹ نفر در هکتار)، زرقان (۸۵۵/۹ نفر در هکتار)، و گوهردشت (۱۱۱۳ نفر در هکتار) می‌باشند. (مرکز آمار ایران، ۱۳۷۲) به‌طور متوسط تراکم ناخالص مسکونی در شهرهای بالای ۲۵ هزار نفر ایران (۴۵/۴ نفر در هکتار) است. تراکم ناخالص مسکونی در ۸۷ درصد شهرهای ایران کمتر از ۱۰۰ نفر می‌باشد که از این میان تراکم ۵۰ درصد شهرها کمتر از ۵۰ نفر در هکتار و ۳۷ درصد شهرها بین ۵۰ الی ۱۰۰ نفر در هکتار است. همچنین می‌توان گفت که تراکم در شهرهای بزرگ بیشتر از تراکم در شهرهای کوچک و عمدتاً بین ۵۰ الی ۱۰۰ نفر در هکتار است. به عنوان مثال، تراکم ناخالص مسکونی در مراکز استان‌ها به ویژه کلان‌شهرهای کشور، در همین سطح قرار دارد.
تراکم ناخالص مسکونی در شهر تهران ۷۴ نفر در هکتار، تبریز ۸۷/۷ نفر در هکتار، مشهد ۵۹/۱ نفر در هکتار، شیراز ۶۹/۸ نفر در هکتار و در اصفهان نیز ۴۵/۲ نفر در هکتار می‌باشد.
متراکم‌ترین شهر ایران شهرستان بندر ماهشهر در استان خوزستان و پس از آن نصرآباد در استان اصفهان و شاهی (قائمشهر) مازندران است.